# The Devil Went Down to Georgia
The Devil Went Down to Georgia è un brano musicale di Charlie Daniels, il più famoso, pubblicato dall'etichetta discografica Epic Records come singolo tratto dall'album Million Mile Reflections del 1979.

## Descrizione
Il testo racconta del diavolo, che andò in Georgia per rubare un'anima. Questo incrociò durante il suo cammino un ragazzo che suonava il violino, dunque il diavolo, essendo un ottimo violinista, gli propose un duello: nel caso il ragazzo avesse vinto, avrebbe vinto il suo violino d'oro, nel caso avesse perso avrebbe dovuto cedergli l'anima.
Iniziò il diavolo, ed a lui si unì una banda di demoni. Dopodiché toccò al ragazzo.
Alla fine della sfida il diavolo abbassò il capo sapendo di aver perso, e mise il violino ai piedi del ragazzo. Il ragazzo dunque disse al diavolo di tornare a provare quando voleva, perché tanto lui è il migliore violinista di sempre.
Il brano ha raggiunto la 1ª posizione nella classifica country e la 3^ nella Top 100 di Billboard.

## Cover
La canzone è stata reinterpreta in chiave hard rock da Steve Ouimette per il videogioco Guitar Hero III: Legends of Rock. Nel gioco la canzone viene usata nella battaglia finale contro Lou, il diavolo e proprio. Come nel pezzo originale, il giocatore, per salvare la sua anima, deve sconfiggerlo in una battaglia, ma questa volta di chitarra. Un'altra cover degna di nota è quella della band statunitense Primus dal loro EP Rhinoplasty, del 1998. Nel 2020 anche i Korn hanno reinterpretato il brano, con la collaborazione del rapper Yelawolf.